# Mankayan
Mankayan is een gemeente in de Filipijnse provincie Benguet op het eiland Luzon. Bij de laatste census in 2007 had de gemeente bijna 35 duizend inwoners.

## Geografie

### Bestuurlijke indeling
Mankayan is onderverdeeld in de volgende 12 barangays:
| - Balili - Bedbed - Bulalacao - Cabiten - Colalo - Guinaoang | - Paco - Palasaan - Poblacion - Sapid - Tabio - Taneg |

## Demografie
Mankayan had bij de census van 2007 een inwoneraantal van 34.563 mensen. Dit zijn 61 mensen (0,2%) meer dan bij de vorige census van 2000. De gemiddelde jaarlijkse groei komt daarmee uit op 0,02%, hetgeen lager is dan het landelijk jaarlijks gemiddelde over deze periode (2,04%). Vergeleken met de census van 1995 is het aantal mensen met -136 (-0,4%) toegenomen.

De bevolkingsdichtheid van Mankayan was ten tijde van de laatste census, met 34.563 inwoners op 130 km², 265,9 mensen per km².